# Белльдюн
Белльдюн (англ. Belledune) — село в Канаді, у провінції Нью-Брансвік, у складі графства Рестіґуш.

## Населення
За даними перепису 2016 року, село нараховувало 1417 осіб, показавши скорочення на 8,5 %, порівняно з 2011 роком. Середня густина населення становила 7,5 осіб/км².
З офіційних мов обидвома одночасно володіли 315 жителів, тільки англійською — 1080, тільки французькою — 20. Усього 15 осіб вважали рідною мовою не одну з офіційних.
Працездатне населення становило 37,7 % усього населення, рівень безробіття — 20,6 %.
Середній дохід на особу становив $34 051 (медіана $23 152), при цьому для чоловіків — $41 882, а для жінок $26 074 (медіани — $33 664 та $17 536 відповідно).
26,1 % мешканця мали закінчену шкільну освіту, не мали закінченої шкільної освіти — 31,1 %, 42,8 % мали післяшкільну освіту, з яких 20,9 % мали диплом бакалавра, або вищий, 10 осіб мали науковий ступінь.
| Статево-вікова структура населення | Статево-вікова структура населення | Статево-вікова структура населення | Статево-вікова структура населення | Статево-вікова структура населення |
| ---------------------------------- | ---------------------------------- | ---------------------------------- | ---------------------------------- | ---------------------------------- |
|                                    |                                    |                                    |                                    |                                    |
| Всього                             | Всього                             | 50,4%49,6%                         |                                    |                                    |
| 0—14 років                         | 0—14 років                         |                                    | 9,2%                               | 9,2%                               |
| 15—64 років                        | 15—64 років                        |                                    | 59,7%                              | 59,7%                              |
| 65 і більше                        | 65 і більше                        |                                    | 31,1%                              | 31,1%                              |
| 85 і більше                        | 85 і більше                        |                                    | 2,5%                               | 2,5%                               |
| Середній вік (років)               | Середній вік (років)               | 50,951,9                           | 51,4                               | 51,4                               |
| Медіана (років)                    | Медіана (років)                    | 55,256,0                           | 55,6                               | 55,6                               |
| — чоловіки — жінки                 |                                    |                                    |                                    |                                    |

| Походження мешканців:     | Походження мешканців:     | Походження мешканців: | Походження мешканців: | Походження мешканців: |
| ------------------------- | ------------------------- | --------------------- | --------------------- | --------------------- |
| Походження                |                           |                       | осіб                  | %                     |
| Корінні американці        | Корінні американці        |                       | 60                    | 4.24%                 |
| Інше північноамериканське | Інше північноамериканське |                       | 785                   | 55.48%                |
| Європейське               | Європейське               |                       | 875                   | 61.84%                |
| британське                | британське                |                       | 675                   | 47.7%                 |
| французьке                | французьке                |                       | 400                   | 28.27%                |
| Латинськоамериканське     | Латинськоамериканське     |                       | 10                    | 0.71%                 |

## Клімат
Середня річна температура становить 3,8 °C, середня максимальна — 21,8 °C, а середня мінімальна — -17,1 °C. Середня річна кількість опадів — 1 051 мм.
| Клімат поселення                              | Клімат поселення | Клімат поселення | Клімат поселення | Клімат поселення | Клімат поселення | Клімат поселення | Клімат поселення | Клімат поселення | Клімат поселення | Клімат поселення | Клімат поселення | Клімат поселення | Клімат поселення |
| Показник                                      | Січ.             | Лют.             | Бер.             | Квіт.            | Трав.            | Черв.            | Лип.             | Серп.            | Вер.             | Жовт.            | Лист.            | Груд.            |                  |
| Середній максимум, °C                         | −5,5             | −4,17            | 1,12             | 7,44             | 14,32            | 20,32            | 21,83            | 20,92            | 15,86            | 9,87             | 3,80             | −3,71            |                  |
| Середня температура, °C                       | −11,32           | −10              | −4,7             | 1,62             | 8,49             | 14,50            | 18,24            | 17,34            | 12,26            | 6,27             | 0,21             | −7,29            |                  |
| Середній мінімум, °C                          | −17,13           | −15,81           | −10,52           | −4,21            | 2,68             | 8,69             | 14,65            | 13,75            | 8,67             | 2,68             | −3,38            | −10,89           |                  |
| Норма опадів, мм                              | 86               | 62               | 76               | 76               | 93               | 88               | 104              | 104              | 84               | 96               | 94               | 88               |                  |
| Середньомісячна швидкість вітру, м/с          | 4.64             | 4.57             | 4.50             | 4.26             | 3.94             | 3.62             | 3.26             | 3.32             | 3.62             | 4.08             | 4.30             | 4.54             |                  |
| Середньомісячна сонячна радіація, кДж/м²·день | 5003             | 8485             | 12299            | 15672            | 18492            | 20408            | 19611            | 17245            | 12563            | 7784             | 4599             | 3672             |                  |
| --------------------------------------------- | ---------------- | ---------------- | ---------------- | ---------------- | ---------------- | ---------------- | ---------------- | ---------------- | ---------------- | ---------------- | ---------------- | ---------------- | ---------------- |
| Джерело:                                      |                  |                  |                  |                  |                  |                  |                  |                  |                  |                  |                  |                  |                  |